# Arnica griscomii
Pour les articles homonymes, voir Griscom.
Espèce
Classification APG III (2009)
Arnica griscomii, l'Arnica de Griscom, est une espèce de plantes à fleurs de la famille des Asteraceae.
L'espèce est trouvée en Amérique du Nord et en Sibérie.
On la trouve notamment sur le Mont Logan au Québec où c'est une espèce menacée.

## Liste des sous-espèces
Selon NCBI (24 janv. 2012) :
- sous-espèce Arnica griscomii subsp. griscomii
- sous-espèce Arnica griscomii subsp. frigida